# Cantó de Carluç
El cantó de Carluç és un cantó francès del departament de la Dordonya, situat al districte de Sarlat e la Canedat. Té 11 municipis i el cap és Carluç.

## Municipis
- Calviac de Perigòrd
- Carluç
- Carsac e Alhac
- Casolés
- Orlhaguet
- Pairilhac e Milhac
- Prats de Carluç
- Senta Mundana
- Sent Julian de Lamponh
- Cimairòls
- Veirinhac

## Història
| Data d'elecció                           | Identitat       | Partit | Qualitat |
| ---------------------------------------- | --------------- | ------ | -------- |
| 1982-2001                                | Maurice Léonard | PCF    |          |
| 2001-                                    | André Alard     | UMP    |          |
| les dades anteriors no són pas conegudes |                 |        |          |
|                                          |                 |        |          |

## Demografia
| 1962  | 1968  | 1975  | 1982  | 1990  | 1999  | 2006  |
| ----- | ----- | ----- | ----- | ----- | ----- | ----- |
| 3.945 | 3.860 | 3.821 | 4.242 | 4.550 | 4.677 | 5.127 |